# S/y Norda
Norda – jacht żaglowy typu kecz z 1928 roku. Zleceniodawcą budowy jednostki i pierwszym jej właścicielem był Morski Instytut Rybacki. Jacht zbudowany został na terenie Danii jako kuter rybacki o nazwie Ewa. Od 2005 pływa pod banderą Belgii, przy czym portem macierzystym jednostki pozostaje Gdynia.
W pierwszych latach istnienia Ewa była statkiem badawczym Morskiego Instytutu Rybackiego. Gdy w 1939 została przeznaczona do zniszczenia, wykupił ją Antoni Budzisz, który zamierzał odbudować ją jako kuter rybacki. Jego plany przerwał wybuch II wojny światowej, jednak remont ukończono w 1942 - od tego momentu jednostka pływała jako Putzig 2. W 1945 uprowadzili ją żołnierze III Rzeszy, którzy na jej pokładzie uciekli do kraju. Po zakończeniu działań zbrojnych łódź została odnaleziona i przetransportowana do Władysławowa w celu naprawy. Nadano jej wówczas imię WŁA - 17 i przeznaczono do połowów. W połowie lat 80. ponownie zaplanowano jej zniszczenie, jednak w 1985 odkupił ją Grzegorz Wodniak. Od tamtej pory jednostka nosi imię Norda, wyposażona jest w dwa maszty i pływa jako kecz sztakslowy. Od 2004 znajduje się w posiadaniu Philippe'a De Brouwer. Obecnie Norda jest największym i najstarszym jachtem w swojej klasie zarejestrowanym w Belgii.